# Chimbombos de Cintalapa
El club Chimbombos de Cintalapa, también conocido simplemente como Chimbombos, es un equipo de fútbol profesional que juega en la Ciudad de Cintalapa en el Estado de Chiapas, en la Segunda y Tercera división mexicana.
- Datos: Q5766481